# Israel Dagg
Israel Jamahl Akuhata Dagg (Marton, 6 giugno 1988) è un ex rugbista a 15 neozelandese, che giocava nel ruolo di estremo. Si laureò campione del mondo con gli All Blacks nella Coppa del Mondo di rugby 2011.

## Biografia
Utility back di buone qualità atletiche e molto veloce, Israel Dagg milita dal 2006 nella squadra provinciale di Hawke's Bay ed esordì a livello professionistico in Super Rugby nelle file della franchise degli Highlanders nella stagione 2009.
Debuttò negli All Blacks a giugno 2010 in occasione di un test match contro l'Irlanda; pochi mesi dopo fu tra gli artefici della vittoria neozelandese nel Tri Nations 2010 grazie a una meta nel finale di partita contro il Sudafrica che permise agli All Blacks di aggiudicarsi l'incontro per 29-22.
Ai Crusaders nel Super Rugby 2011, si procurò in corso di stagione un infortunio alla coscia che ne mise in forse la partecipazione alla successiva Coppa del Mondo di rugby 2011; recuperato, entrò nella lista dei 30 convocati al torneo, del quale marcò la prima meta in assoluto durante l'incontro inaugurale tenutosi tra Tonga e Nuova Zelanda e vinto da quest'ultima per 41-10.
Con la Nuova Zelanda vinse successivamente il torneo, laureandosi così campione del mondo.
Quattro anni più tardi, seppure incluso nella squadra allargata che disputò il Championship 2015 e gli incontri di preparazione, non fu incluso dal C.T. Steve Hansen nella rosa alla Coppa del Mondo di rugby 2015 in Inghilterra. Dopo qualche anno passato nella sua franchigia i Crusaders, annuncia il suo ritiro forzato a causa di un infortunio al ginocchio destro.

## Palmarès
- Coppe del mondo: 1
Nuova Zelanda: 2011
- Super Rugby: 2
Crusaders: 2017, 2018